# Serviciul de Protecție și Pază
Serviciul de Protecție și Pază (prescurtat SPP) este organul de stat cu atribuții în domeniul siguranței naționale, specializat în asigurarea protecției demnitarilor români, a demnitarilor străini pe timpul șederii lor în România, a familiilor acestora, în limitele competențelor legale, precum și în asigurarea pazei sediilor de lucru și a reședințelor acestora, potrivit hotărârilor Consiliului Suprem de Apărare a Țării.

## Bugetul
În anul 2010, bugetul alocat pentru SPP a fost de 135,8 milioane lei, din care 99 milioane lei sunt pentru cheltuielile cu personalul.

## Conducere
Serviciul de Protecție și Pază este condus de un director, cu rang de secretar de stat, numit de președintele României, la propunerea Consiliului Suprem de Apărare a Țării.
(Legea 191/1998 - Conducerea, organizarea si atributiile SPP) 
Articolul 1
Aliniat 1
Directorul Serviciului de Protecție și Pază are în subordine nemijlocită un prim-adjunct, care este înlocuitorul său legal și șef al statului major, precum și un adjunct.
Aliniat 2
Prim-adjunctul și adjunctul au rang de subsecretar de stat și sunt numiți de Președintele României, la propunerea directorului Serviciului de Protecție și Pază, cu avizul Consiliului Suprem de Apărare a Țării.

## Functionarea
(Legea 191/1998 - Conducerea, organizarea si atributiile SPP)
Sectiunea a 3-a
Atributiile S.P.P.
- Art. 14. — (1) Serviciul de Protecție și Pază, prin structurile sale specializate, are următoarele atribuții:

a) organizează și execută activități pentru prevenirea și anihilarea oricăror acțiuni prin care s-ar atenta la viața, integritatea fizică, libertatea de acțiune și sănătatea persoanelor a căror protecție este obligat să o asigure, precum și pentru realizarea pazei și apărării sediilor de lucru și reședințelor acestora;
b) organizează și desfășoară, deschis sau acoperit, activități de culegere, verificare și valorificare a informațiilor necesare numai pentru îndeplinirea atribuțiilor prevăzute la art. 1 alin. (1), în condițiile stabilite prin lege. Orice informație cu valoare operativă de altă natură se transmite de îndată autorităților abilitate prin lege pentru verificarea și valorificarea acesteia;
c) realizează schimburi de informații și cooperează cu servicii de informații și cu structuri departamentale cu atribuții în domeniu, în țară și în străinătate, pentru îndeplinirea misiunilor specifice prevăzute la art. 1 alin. (1);
d) poate efectua, cu respectarea Legii nr. 51/1991 privind siguranța națională a României, verificări prin: solicitarea și obținerea de obiecte, înscrisuri sau relații oficiale de la instituții publice; consultarea de specialiști ori experți; primirea de sesizări sau note de relații; fixarea unor momente operative prin mijloace tehnice sau prin constatări personale; 
g) organizează și coordonează, pe timpul misiunilor de protecție și pază, activitatea tuturor forțelor participante din cadrul instituțiilor prevăzute la art. 4 alin. (1).

h) intervine, independent sau în cooperare cu alte organe prevăzute de lege, pentru prevenirea și contracararea acțiunilor de natură să pună în pericol viața, integritatea fizică, sănătatea sau libertatea de acțiune a persoanelor cărora le asigură protecție și securitatea obiectivelor păzite, precum și pentru capturarea sau anihilarea elementelor teroriste ori agresive;
i) execută, independent sau în cooperare cu alte organe specializate, acțiuni pentru căutarea, identificarea și neutralizarea obiectelor suspecte care pot prezenta pericol pentru persoanele protejate sau pentru obiectivele păzite; 
k) organizează, potrivit legii, activitatea proprie de apărare a secretului de stat și de prevenire a scurgerii de date sau de informații care nu sunt destinate publicității;
Dispozitii finale : 
Capitolul 5 - Legea 191/1998
- Articolul 27 (1)Personalul Serviciului de Protecție și Pază este autorizat, după caz, să poarte și să folosească arme de foc, arme albe și alte mijloace de protecție și descurajare, pentru îndeplinirea misiunilor de serviciu, precum și în scop de autoapărare, în condițiile prevăzute de lege.

- Articolul 28 (1) În situația în care obiectivele a căror pază este asigurată în mod permanent sau temporar de către Serviciul de Protecție și Pază sunt în pericol ori atunci când există informații că se intenționează organizarea unor acțiuni care le-ar putea pune în pericol, acesta, împreună cu autoritățile publice și cu alte organe de specialitate care, potrivit legii, au competențe în domeniu, stabilește zone de protecție a obiectivelor respective, în imediata apropiere a acestora, în care, la nevoie, poate interzice sau limita, după caz, accesul.

- Articolul 31

(1) Activitatea operativă a Serviciului de Protecție și Pază constituie secret de stat.
(2) Documentele Serviciului de Protecție și Pază se păstrează în arhiva proprie și pot fi consultate, în condițiile legii, cu aprobarea directorului acestuia.

## Emblema S.P.P.
În centrul reprezentării se găsește un scut albastru, încărcat cu două săbii de aur, încrucișate, cu vârful în jos. Scutul este timbrat de o acvilă de aur, cruciată, cu cioc roșu, purtând în acesta o cruce de culoare aurie.
Sprijinitorii scutului sunt doi lei cu limba și ghearele roșii.
Deviza, plasată pe o eșarfă de culoare roșie, cuprinde cuvintele „SEMPER FIDELIS”, scrise în culoare albă.
Emblema este încadrată în partea de sus de denumirea țării, „ROMÂNIA”, iar în partea de jos, de denumirea instituției — Serviciul de Protecție și Pază. 

## Insigna de serviciu
„SERVICIUL DE PROTECȚIE ȘI PAZĂ SOLICITĂ AUTORITĂȚILOR ADMINISTRAȚIEI PUBLICE, CELOR DE JUSTIȚIE ȘI CETĂȚENILOR ȚĂRII SĂ ACORDE PURTĂTORULUI ACESTEI LEGITIMAȚII SPRIJINUL NECESAR ÎN ÎNDEPLINIREA ATRIBUȚIILOR LEGALE.”
Emblema este amplasată pe un scut. Sub deviză este înscris numărul de identificare.

## Structura organizatorica S.P.P.
Structura organizatorică Arhivat în 30 aprilie 2008, la Wayback Machine.

## Structuri ale S.P.P.
S.P.P. are, în componență, structuri de:

#### 1. Protecție si pază
Structura de protecție are cele mai pregatite cadre in domeniul protectiei demnitarilor din țară, militarii S.P.P. fiind recunoscuți pe plan international ca fiind unii dintre cei mai bine pregatiți, aceștia desfășurând misiuni ale NATO și ONU în Afghanistan și Sudan, aceștia fiind responsabili cu protecția si paza secretarului general al ONU și a reprezentantului special al Secretarului General al organizației în teatrul de operații din Sudan. 
Structura funcționează pe baza legii 191 din 1998, capitolul V
Articolul 27 : "Personalul Serviciului de Protecție și Pază este autorizat, după caz, să poarte și să folosească arme de foc, arme albe și alte mijloace de protecție și descurajare, pentru îndeplinirea misiunilor de serviciu, precum și în scop de autoapărare, în condițiile prevăzute de lege."
Articolul 28 
Aliniatul 1 : "În situația în care obiectivele a căror pază este asigurată în mod permanent sau temporar de către Serviciul de Protecție și Pază sunt în pericol ori atunci când există informații că se intenționează organizarea unor acțiuni care le-ar putea pune în pericol, acesta, împreună cu autoritățile publice și cu alte organe de specialitate care, potrivit legii, au competențe în domeniu, stabilește zone de protecție a obiectivelor respective, în imediata apropiere a acestora, în care, la nevoie, poate interzice sau limita, după caz, accesul."
Aliniatul 2 : "Zonele de protecție a obiectivelor sunt delimitate, cu semne vizibile, de către Serviciul de Protecție și Pază, cu sprijinul de specialitate al autorităților publice și al altor organe abilitate." 
Aliniatul 3 : "Zonele de protecție au același regim ca și obiectivele a căror pază este asigurată." 
Aliniatul 4 : "Personalul Serviciului de Protecție și Pază, aflat în misiune, este autorizat să legitimeze și, după caz, să imobilizeze persoanele care pătrund în mod ilegal în zonele cu acces interzis sau limitat, predându-le de urgență organelor competente, împreună cu actul de constatare. În aceste situații, personalul Serviciului de Protecție și Pază are obligația de a se legitima."
Articolul 29 
Aliniatul 1 : "În cazul constatării unei infracțiuni flagrante ori a unor tentative sau acte preparatorii pedepsite de lege, care pun în pericol viața, integritatea fizică sau sănătatea persoanelor prevăzute la art. 1 alin. (1), cărora li se asigură protecție, ori obiectivele aflate în pază, personalul Serviciului de Protecție și Pază poate imobiliza făptuitorul, predându-l de îndată organelor competente, împreună cu actul de constatare și cu mijloacele materiale de probă. Zonele de protecție a obiectivelor sunt delimitate, cu semne vizibile, de către Serviciul de Protecție și Pază, cu sprijinul de specialitate al autorităților publice și al altor organe abilitate."

#### 2. Intervenție
Structura de intervenție a S.P.P., specializați in intervenția de raspundere și mobilizare rapida pentru demnitari, aceasta insoțește coloanele oficiale ale S.P.P. . Structura funcționează pe baza legii 191 din 1998, capitolul II secțiunea a 3-a a legii, articolul 14
Litera h: "Serviciul de Protecție și Pază intervine, independent sau în cooperare cu alte organe prevăzute de lege, pentru prevenirea și contracararea acțiunilor de natură să pună în pericol viața, integritatea fizică, sănătatea sau libertatea de acțiune a persoanelor cărora le asigură protecție și securitatea obiectivelor păzite, precum și pentru capturarea sau anihilarea elementelor teroriste ori agresive"

#### 3. Informatii și protecție internă
Structura de informații și protecție internă se ocupă de supravegherea cadrelor S.P.P. și de munca de informații ce vizează demnitarii pe care ii protejează. Structura de informații este condusă de un director adjunct pentru informații al directorului, structura funcționând pe baza legii 191 din 1998, capitolul II sectiunea a 3-a a legii, articolul 14
Litera b : "Serviciul de Protecție și Pază organizează și desfășoară, deschis sau acoperit, activități de culegere, verificare și valorificare a informațiilor necesare numai pentru îndeplinirea atribuțiilor prevăzute la art. 1 alin. (1), în condițiile stabilite prin lege. Orice informație cu valoare operativă de altă natură se transmite de îndată autorităților abilitate prin lege pentru verificarea și valorificarea acesteia"
Litera c : "Serviciul de Protecție și Pază realizează schimburi de informații și cooperează cu servicii de informații și cu structuri departamentale cu atribuții în domeniu, în țară și în străinătate, pentru îndeplinirea misiunilor specifice prevăzute la art. 1 alin. (1)"
Litera e :  "Serviciul de Protecție și Pază solicită procurorului, în cazuri justificate, cu respectarea prevederilor Codului de procedură penală, autorizarea efectuării unor activități potrivit Legii nr. 51/1991, în scopul culegerii de informații pentru îndeplinirea misiunilor specifice. Operațiunile tehnice pentru realizarea acestor activități se execută de către Serviciul Român de Informații"
Litera k :  "Serviciul de Protecție și Pază organizează, potrivit legii, activitatea proprie de apărare a secretului de stat și de prevenire a scurgerii de date sau de informații care nu sunt destinate publicității"

#### 4. Structura de transport
Structura de transport se subordonează prim-adjunctului directorului Serviciului de Protecție și Pază.

#### 5. Economica și administrativă
Structura economică și administrativă este condusa de un Inspector șef, director economic, care are in subordine departamentele Logistică, Financiar si Medical.

## Legislatie de functionare
Legea 191/1998,
OG 103/2002,
Legea 51/1991

## Istoricul Serviciului de Protectie si Paza
La 26 decembrie 1989, responsabilii militari de la acea vreme au hotărât constituirea unui grup de patru ofițeri M.Ap.N., care să asigure protecția fizică a membrilor marcanți ai Frontului Salvării Naționale - organism înființat la 22 decembrie 1989.

1990 Prin Decretul nr. 204 din 7 mai 1990, Consiliul Provizoriu de Unitate Națională a înființat Unitatea Specială de Pază și Protocol (USPP), în subordinea Ministerului Apărării Naționale (în componența Brigăzii de Gardă), cu misiunea de a asigura protecția și paza demnitarilor români, precum și a celor străini care vizitau România.

1991 Odată cu promulgarea Legii nr. 51 / 26 iulie 1991 privind siguranța națională a României, U.S.P.P. a căpătat denumirea de SERVICIUL DE PROTECȚIE ȘI PAZĂ (SPP), devenind un organ de stat „cu atribuții în domeniul siguranței naționale”. Activitatea s-a desfășurat pe baza prevederilor unui Regulament aprobat de Consiliul Suprem de Apărare a Țării, la 15.11 1991.

1998 A fost promulgată propria lege de organizare și funcționare (Legea nr. 191/1998). Din 1998, instituția noastră este membru fondator al ASOCIAȚIEI INTERNAȚIONALE A SERVICIILOR DE PROTECȚIE, asociație ce s-a constituit în Israel, la a IV-a Conferință a Serviciilor de Protecție.

2002 A fost modificată și completată Legea nr. 191/1998 privind organizarea și funcționarea Serviciului de Protecție și Pază prin Ordonanța de urgență nr. 103/2002.

2003 Prin Legea nr. 67/2003, a fost aprobată cu modificări și completări Legea nr.191/1998 privind organizarea și funcționarea Serviciului de Protecție și Pază, modificată și completată prin Ordonanța de urgență nr. 103/2002. 

## Aparitii editoriale ale personalului S.P.P.
"Terorism, antiterorism, contraterorism" 
G-ral Divizie(r) Dr. Gheorghe Aradavoaice,
G-ral Divizie(r) Dumitru Iliescu,
Mr. Laurentiu Dan Nita
"Amenintari, vulnerabilitati si riscuri"
G-ral Divizie(r) Dr. Gheorghe Aradavoaice,
G-ral de Brigada Iulian Crainiceanu,
Lt-col. Laurentiu Dan Nita
"Terorismul, analiza psihosociologica"
Anghel Andreescu ,
Laurentiu Dan Nita
"Motivatia si motivarea in domeniul militar"
G-ral Divizie(r) Dr. Gheorghe Aradavoaice,
Laurentiu Dan Nita
"Tactica Blindatelor"
Gheorghe Toma

## Organizare

### Șefii Direcției a V-a a Securității (Securitate și Gardă)
- Colonel Ștefan Mladin
- General-maior Nicolae Pleșiță (1967 - 1972)
- General-maior Paul Marinescu (1973 - 1975)
- General-maior Nicolae Stan (1978 - 1984)
- General-maior Marin Neagoe (1984 - 22 decembrie 1989)

### Directorii Serviciului de Protecție și Pază
- General-maior Dumitru Iliescu (7 mai 1990 - 21 noiembrie 1996)
- Colonel Nicu Anghel (18 decembrie 1996 - 29 aprilie 1998)
- General de brigadă Anghel Andreescu (4 mai 1998 - 21 ianuarie 1999)
- General-locotenent Neculai Stoina (18 martie 1999 - 28 decembrie 2000)
- General-locotenent Gabriel Naghi (28 decembrie 2000 - 7 decembrie 2005)
- General-locotenent Lucian Pahonțu (7 decembrie 2005 - prezent)

## Gradație
Deoarece Serviciul de Protecție și Pază este un corp militar, are aceleași ranguri ca forțele terestre.

### Ofițeri
|  |         |                    |               |                    |         |                    |       |         |            |               |
|  | General | General-locotenent | General-maior | General de brigadă | Colonel | Locotenent-colonel | Maior | Căpitan | Locotenent | Sublocotenent |

### Subofițeri
|  |                    |                 |           |               |         |
|  | Plutonier adjutant | Plutonier-major | Plutonier | Sergent-major | Sergent |

## Controverse
Pe 18 iulie 2014, șeful SPP Suceava și Botoșani, Lucian Solcan, a fost reținut de DNA, fiind acuzat că în perioada în care a fost ofițer la Serviciul de Informații și Protecție Internă a perceput "taxă de protecție" de la mai multe persoane pentru a le permite tranzitarea frontierei cu țigări și alte produse de contrabandă..